# Mallerenga negra ullclara
La mallerenga negra ullclara o mallerenga negra de Shelley (Melaniparus guineensis) és una espècie d'ocell passeriforme que pertany a la família Pàrids pròpia de les muntanyes de l'Àfrica tropical.

## Taxonomia
Anteriorment es considerava coespecífic de la mallerenga més meridional, la mallerenga negra alablanca (Melaniparus leucomelas), però actualment es consideren espècies separades. Tots dos es classificaven en el gènere Parus, però va ser traslladat al gènere Melaniparus, com altres espècies, quan una una anàlisi filogenètica molecular publicada el 2013 va demostrar que formaven un nou clade.

## Descripció
El plomatge és negre gairebé íntegrament, llevat d'una gran franja blanca que travessa les ales a l'altura de les espatlles. Els ulls són blanquinosos, cosa que el diferencia de la mallerenga negra alablanca.

## Distribució i hàbitat
Es troba en una amplia franja de l'Àfrica tropical, que va des de l'Àfrica occidental fins a Kenya i Etiòpia per l'est. És un ocell sedentari que viu als boscos de coníferes de les muntanyes de la seva àrea de distribució.

## Comportament
S'alimenta principalment d'insectes als arbres. Nia en escletxes dels arbres, on pon entre 4-6 ous rosats amb taques marró vermelloses.